# Салиев, Сафар
Сафар Солиев (12.06.1925 — ?) — звеньевой хлопководческого звена совхоза-техникума им. Куйбышева Курган-Тюбинского района (Таджикистан), Герой Социалистического Труда, лауреат Государственной премии СССР 1976 года.
Родился в с. Кушбулак Куйбышевского района Курган-Тюбинской области ТаджССР.
С 14-летнего возраста работал чабаном в колхозах «Социализм» Дагана-Киикского района (1940—1945) и им. К. Маркса Курган-Тюбинского района.
С 1950 года рабочий, с 1959 звеньевой хлопководческого звена совхоза-техникума им. Куйбышева Курган-Тюбинского района.
На площади 94 га получал урожайность тонковолокнистого хлопка от 40 до 54 ц/га.
Герой Социалистического Труда (1965). Мастер хлопка Таджикской ССР (1973).
Лауреат Государственной премии СССР 1976 года — за выдающиеся достижения в получении высоких и устойчивых урожаев технических культур на основе комплексной механизации их возделывания.
Награждён орденами Ленина и Октябрьской Революции, медалями ВДНХ, в т. ч. Большими и Малыми золотыми.
Депутат Верховного Совета СССР 6 и 7 созывов.